# Heinkel He 62
O Heinkel He 62 foi um hidroavião de reconhecimento aéreo desenvolvido na Alemanha pela Heinkel. Alguns exemplares foram exportados para o Japão, onde a Aichi construiu a sua versão denominada AB-6, porém sem produzi-la em série.